# 러시아 국립도서관 (상트페테르부르크)
러시아 국립 도서관(러시아어: Российская национальная библиотека 로시스카야 나치오날나야 비블리오테카[*])는 러시아 상트페테르부르크에 있는 도서관이다. 소련 붕괴 이전에는 레닌 국립 도서관이 이름이었다.

## 같이 보기
- 러시아 국립도서관 (모스크바)